# Universidade do Grande Rio
A Universidade do Grande Rio (Unigranrio) é uma universidade particular brasileira, oriunda da antiga AFE (Associação Fluminense de Educação). Tem seu câmpus principal localizado no município de Duque de Caxias, e ainda conta com outros dois localizados na capital e na cidade de Nova Iguaçu.
A instituição conta com mais de 25 mil alunos matriculados entre as modalidades presencial, semipresencial e ensino a distância.